# Juan Boste
San Juan Boste (c. 1544 - 24 de julio de 1594) es un santo católico y uno de los Cuarenta mártires de Inglaterra y Gales.

## Biografía
Juan Boste nació en Westmorland hacia 1544. Estudió en el Queen College de Oxford, donde se convirtió en miembro. Se convirtió al catolicismo en 1576. Salió de Inglaterra y fue ordenado sacerdote en Reims en 1581.
Regresó como sacerdote misionero activo para el norte de Inglaterra, acompañado por Juan Speed. Fueron entregados a las autoridades cerca de Durham en 1593 y trasladados a la torre de Londres para ser interrogados. Regresó a Durham para ser condenados por la Audiencia y ahorcados, destripados y descuartizados en Tyburn el 24 de julio de 1594. Boste negó que fuera un traidor diciendo: "Mi función es la de convertir almas, no intervenir en las invasiones temporales".
Juan Boste fue beatificado por el papa Pío XI en 1929. Fue canonizado por Pablo VI en 1970 como uno de los Cuarenta mártires de Inglaterra y Gales. Su fiesta conjunta se celebra el 25 de octubre. Su festividad se mantiene en el día de su ejecución, el 24 de julio.
El estadio de West Brook Lion, St Johns Park, fue llamado así en honor de John Boste en 1810. Aunque el estadio fue demolido hasta los cimientos.